# Agatha Christie's Poirot
Agatha Christie's Poirot es una serie de televisión transmitida desde el 8 de enero de 1989 hasta el 13 de noviembre de 2013 por la cadena ITV basada en las novelas de crimen de la escritora Agatha Christie en las que interviene el detective Hércules Poirot.
La serie contó con la participación, entre otras celebridades, de las siguientes: Philip Glenister, Vincent Regan, Jessica Chastain, Michael Fassbender, John Noble, Peter Capaldi, Iain Glen, James Faulkner, Damian Lewis, Emily Blunt, Christopher Eccleston, Joely Richardson, Elliott Gould, Sinéad Cusack, Sorcha Cusack, Niamh Cusack, Greta Scacchi, Edward Fox, James Fox, Lindsay Duncan, Alexander Siddig, Toby Stephens, Denis Ménochet, Anna Chancellor, Harriet Walter, Frances de la Tour, Gemma Jones, Samantha Bond, Hugh Bonneville, Tim Curry, Sean Pertwee, Steven Mackintosh, Matthew McNulty, Tom Wlaschiha, Tim Pigott-Smith, Sarah Parish, Barbara Hershey, Marc Warren, Annette Badland, Richard Dillane, Rupert Penry-Jones, Hermione Norris, Roger Pack, Timothy West, Alice Eve, Alexandra Dowling, Jaime Murray, Russell Tovey, Tom Mison, Tom Austen, James Wilby, Edward Hardwicke, Lesley Manville, Celia Imrie, Matthew Goode, Rupert Evans, entre otros...
La temporada final de la serie transmitida en el 2013 se basó en la última novela de Poirot "Curtain: Poirot's Last Case".

## Historia
La serie siguió a Hércules Poirot, un famoso expolicía belga que se muda a Londres después de la guerra y pronto su fama como un detective privado infalible lo convierte en una persona aún más conocida. Poirot junto a su equipo tienen que resolver los misteriosos crímenes que se presentan.

## Personajes

### Personajes principales
| Actor          | Personaje              | Ocupación            | Episodios | Duración                                         |
| -------------- | ---------------------- | -------------------- | --------- | ------------------------------------------------ |
| David Suchet   | Det. Hércules Poirot   | Detective            | 70        | 1989 - 2013                                      |
| Hugh Fraser    | Capt. Arthur Hastings  | Capitán del ejército | 43        | 1989 - 2001, 2013                                |
| Philip Jackson | Chief Insp. James Japp | Inspector en Jefe    | 40        | 1989 - 2001, 2013                                |
| Pauline Moran  | Miss Felicity Lemon    | Secretaria           | 32        | 1989 - 1991, 1993, 1995, 1997, 2000 - 2001, 2013 |
| David Yelland  | George                 | Secretario           | 7         | 2006, 2008, 2010, 2013                           |
| Zoë Wanamaker  | Ariadne Oliver         | Escritora            | 6         | 2005, 2008, 2010, 2013                           |

### Antiguos personajes principales
| Actor        | Personaje           | Ocupación                     | N.º de episodios | Duración    |
| ------------ | ------------------- | ----------------------------- | ---------------- | ----------- |
| Richard Hope | Supt. Harold Spence | Superintendente de la Policía | 2                | 2006 - 2008 |

.

## Premios y nominaciones
La serie recibió 16 nominaciones y obtuvo 6 premios.
- David Suchet: BAFTA al mejor actor de televisión por Agatha Christie's Poirot (1989-2013, 70 episódios) como Hércules Poirot.
- Todos los premios y nominaciones de Agatha Christie: Poirot (Serie de TV)

## Producción

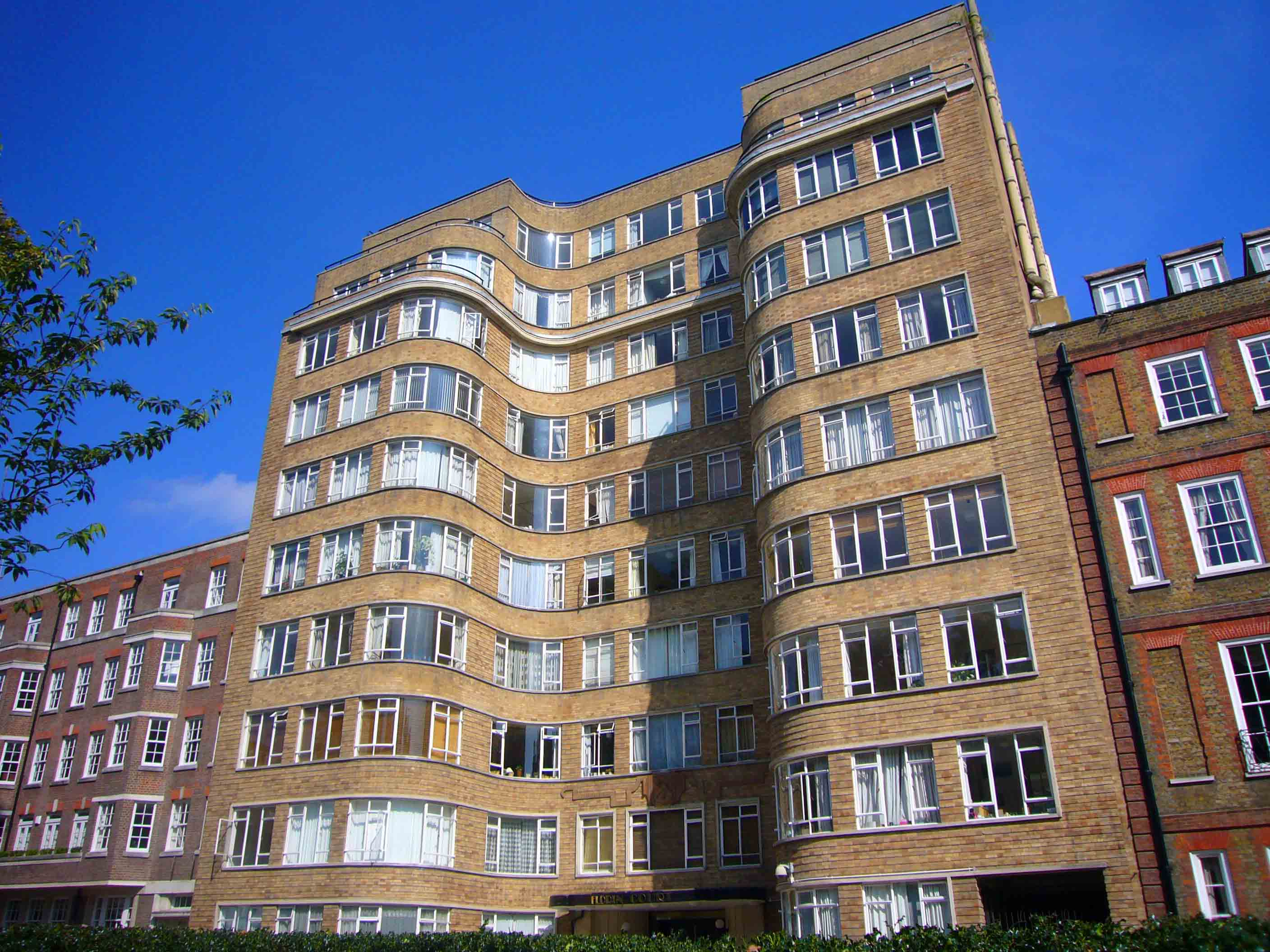
El Florin Court fue utilizado para representar la Mansión Whitehaven.

La serie contó con la participación de los compositores Christian Henson (temporadas 12-13), Stephen McKeon (temporadas 10-11)
(series 10–11) y finalmente por Christopher Gunning (temporadas 1-9). 
Algunas locaciones utilizadas para las filmaciones de la serie fueron Charterhouse Square, Clerkenwell, London (para la Mansión Whitehaven), Freemason's Hall, Great Queen Street, Covent Garden (para el Hotel Majestic, la Embajada Rusa y otros lugares), Twickenham Film Studios, St Margarets, Twickenham, Middlesex y The Charterhouse en Londres, Inglaterra, Reino Unido.
También contó con la participación de varias compañías productoras:
- Agatha Christie Ltd.: 1989 - 2013
- ITV Studios: 2009 - 2013
- WGBH Boston: 2008 - 2013
- ITV Productions: 2008 - 2009
- Granada Prductions: 2002 - 2008
- LWT: 1989 - 2002
- Picture Partnership Productions: 1994 - 1996
- LWT Productions: 1989 - 1996
- Carnival Films: 1993 - 1994

### Emisión en otros países
| País           | Título                           | Cadenas/Línea              | Fecha de Inicio         | Fecha de Finalización |
| -------------- | -------------------------------- | -------------------------- | ----------------------- | --------------------- |
| Australia      | Agatha Christie's Poirot         | -                          | -                       | -                     |
| Bulgaria       | Случаите на Поаро                | -                          | -                       | -                     |
| Croacia        | Poirot                           | -                          | -                       | -                     |
| Dinamarca      | Hercule Poirot                   | -                          | -                       | -                     |
| Eslovaquia     | Agatha Christie: Hercule Poirot  | -                          | -                       | -                     |
| España         | Agatha Christie's Poirot         | Paramount Network (España) | 30 de marzo de 2012     | -                     |
| Estados Unidos | -                                | -                          | 18 de enero de 1990     | -                     |
| Estonia        | -                                | -                          | 16 de noviembre de 1995 | -                     |
| Finlandia      | Hercule Poirot                   | -                          | -                       | -                     |
| Francia        | Hercule Poirot                   | -                          | 16 de abril de 1991     | -                     |
| Grecia         | Oi peripeteies tou Irakli Poirot | -                          | -                       | -                     |
| Hungría        | Agatha Christie: Poirot          | 6 de noviembre de 2005     | -                       | -                     |
| Irlanda        | -                                | -                          | -                       | -                     |
| Japón          | -                                | -                          | 20 de enero de 1990     | -                     |
| Países Bajos   | -                                | -                          | 3 de enero de 1992      | -                     |
| Polonia        | Poirot                           | -                          | -                       | -                     |
| Reino Unido    | Agatha Christie's Poirot         | -                          | 8 de enero de 1989      | -                     |
| Rusia          | Пуаро                            | -                          | -                       | -                     |